# صامويلا نابينيا
صامويلا نابينيا (بالإنجليزية: Samuela Nabenia)‏ (9 فبراير 1995 فيجي - ) هو لاعب كرة قدم فيجي.

## روابط خارجية
- صامويلا نابينيا على موقع قاعدة بيانات كرة القدم.إي يو (الإنجليزية)
- صامويلا نابينيا على موقع ناشيونال فوتبول تيمز (الإنجليزية)
- صامويلا نابينيا على موقع Soccerway.com (الإنجليزية)
- صامويلا نابينيا على موقع أوليمبيديا (الإنجليزية)